# Alberto Negrin
Alberto Negrin (Casablanca, 2 de enero de 1940) es un director italiano.

## Biografía
Nacido a Casablanca en el 1940 de padres que habían abandonado Italia durante el fascismo, vuelve en Italia después de la guerra, consigue la madurez clásica y cursa estudios de filosofía en la Universidad de Milán. A la vez frecuenta el colegio para intérpretes y con algunos compañeros de los cursos monta, el 28 de marzo de 1962, la obra "Chicken Soup with Barley" en lengua original obteniendo un buen éxito. Apasionado de la fotografía, colabora en numerosas publicaciones (entre las cuales están Historia Ilustrada, Panorama, El expresado, El Europeo). En 1962, después de algunas experiencias teatrales, entra al Pequeño Teatro, donde es asistente a la dirección de Giorgio Strehler, Horacio Cuesta y Virginio Puecher.
Desde 1968 se dedica también al cine y a la televisión, con la realización de programas y obras de ficción, tanto de obras literarias como de carácter biográfico. Entre sus primeros trabajos el programa para niños El gato con los stivali (1969), Racket, un documental del 1972 sobre el reclutamiento de por parte de la mafia, El Picciotto (1973), La promesa, de Friedrich Dürrenmatt.
En los años Ochenta realiza otras series para la televisión, al igual que La quinta mujer, sobre una novela de Maria Fagyas y la serie Yo y el Duce (1985), sobre los acontecimientos privados de Benito Mussolini. De 1987 es el kolossal El secreto de Sáhara, inspirado en las novelas de Emilio Salgari. En 1990 dirige una coproducción con EUA: El viaje del terror: la verdadera historia del Achille Lauro con Burt Lancaster.
En los años Noventa y 2000 prosigue su obra de realización de miniseries televisivas dedicadas a grandes personajes: Perlasca - Un héroe italiano, Gino Bartali - El intramontabile y Pan y libertad, retrato de los acontecimientos humanos y políticos del sindicalista Giuseppe De Vittorio; se señalan también las series Una cuestión privada (de la homónima novela de Beppe Fenoglio), La torre de la soledad, serie de Rai Uno ambientada en el desierto, El corazón en el pozo (2005) y El último de los Corleonesi (2007), siempre para Rai Uno.

## Teatro
- Átomo, historia de una elegida (1965)
- El bandito (1966)
- Sentidas, buena gente, Peppino Marotto, poeta orgolese (película-documento) (1967)
- Aquel que dice de sí y aquel que dice de no (1969)
- Obreros (película para el "Pequeño") (1969)
- Interrogatorio a la Avana (1972)

## Filmografía
- Platero y yo (1968)
- Encuestas televisive en Latinoamérica (1968)
- El Gato con Botas (1969)
- Kennedy contra Hoffa (1970)
- La rosa blanca (1971)
- Astronave Terra (1971)
- La respuesta de Peppino Falta (1971)
- Racket (1972)
- Largo el río y sobre el agua (1972)
- El Picciotto 1973)
- El Holandés scomparso (1974)
- Proceso para el uccisione de Raffaele Sonzogno periodista romano (1975)
- Mayakowskji (1976)
- La espía del régimen (1976)
- El delito Notarbartolo (1977)
- Voluntarios para destino ignota (1977)
- Enigma rojo (1978)
- La promesa (1979)
- Muñecas: escenas de un delito perfetto (1980)
- Las multinacionales (1980)
- La quinta mujer (1982)
- Yo y el Duce (1985)
- El secreto de Sáhara (1987)
- El viaje del terrore: la verdadera historia de la Achille Lauro (1989)
- Una cuestión privada (1991)
- Missus (1994)
- LOS guardiani del cielo (1999)
- Nanà (2001)
- Perlasca - Un héroe italiano (2001)
- Ics - El amor te da un nombre (2003)
- El corazón en el pozo (2005)
- Gino Bartali - El intramontabile (2006)
- El último de los Corleonesi (2007)
- Pan y libertad (2009)
- Me acuerdo Anna Frank (2010)
- La isla (2012)
- Paolo Borsellino - LOS 57 días (2012)
- Un mundo nuevo (2014), serie tv
- Cualquiera qué suceda (2014), miniserie tv

- Datos: Q3608480